# Підкова (герб)
Підкова – шляхетський герб.

## Опис герба
Опис з використанням класичних правил блазонування:
У синьому полі срібна підкова кінцями донизу. Клейнод: три пера страуса. Намет блакитний, підбитий сріблом.

## Найбільш ранні згадки
Вперше згадується у першій половині XVIII століття як герб татарського шляхетського роду Рудницьких. Герб належав, зокрема, Чимбаю Мурзі Рудницькому — першому в Речі Посполитій татарину у званні генерала .
Пізніше герб цей з'явився також на дипломах нобілітації з 1841 Обфідовичів в Галичині і на дипломі з 1864 Даргушевичів в Ковенській губернії(Книга herbowa пологів польських).

## Власники
Список родин у статті був складений на основі достовірних джерел, особливо класичних і сучасних гербовників. Слід однак звернути увагу на часте явище виникнення неправильних гербів для шляхетських родин, особливо у важкі часи шляхетської легітимності перед прописаними герольдами, що було потім зберігається у виданих пізніше гербовниках. Ідентичність прізвища не обов'язково означає приналежність до певного гербового роду. Приналежність таку може безперечно визнати тільки через дослідження генеалогії.
Повний список гербових родин нині неможливо відновити також через псування і зникнення багатьох актів і документів під час II світової війни (зокрема, під час варшавського повстання у 1944 згоріло понад 90% ресурсу Архів Головного у Варшаві, де зберігається більшість документів середньовіччя). Список прізвищ, що перебуває у статті, поставляється з Гербовника польського Тадеуша Гайля. Це досі найбільш фантастичний список гербових родин, що постійно поповнюється автором у наступних виданнях Гербовника. Поява в списку прізвища не обов'язково означає, що конкретна сім'я користувалася гербом Підкова. Часто одні і ті ж прізвища є власністю багатьох сімей, що представляють держави колишньої Речі Посполитої, тобто селян, міщан, дворян. Тадеуш Гайль наводить такі імена гербових родин:
Bahryński, Banialewicz, Banielewicz, Bohatyrewicz, Bohatyrowicz, Burdynowski, Charski, Cichowski, Darguż, Dargużewicz, Dawidowski, Ejdym, Girżod, Górski, Guszcza, Huszcza, Jesman, Jurjewicz, Kamieński, Kamiński, Kochlewski, Kochlowski, Kosko, Kozłowski, Lejko, Lysowski, Ławroń, Meszczer, Miecznikowski, Naborowski, Niewiarowski, Obfidowicz (ppłk dr Bronisław Obfidowicz), Ostrowski, Pluchniewicz, Pontus, Pontusowicz, Regi, Regis, Rodziewicz, Rudnicki, Seytekowicz, Skepiewski, Sondomowicz, Songajłowicz, Sowiński, Szejdełałowicz, Szetejkowicz, Szołtmir, Toftycz, Tomaszewski, Walentynowicz, Winogrodzki, Wodoradzki, Wojdat, Zielonacki.